# Katherine Harrison
Katherine Harrison fue juzgada por brujería en el siglo XVII en Wethersfield, Connecticut. Harrison fue la última bruja condenada en Wethersfield, Connecticut, en 1669. Este caso fue un hito importante "en el desarrollo de las respuestas legales y teológicas a la brujería en la Nueva Inglaterra colonial".

## Biografía
De joven, Harrison trabajó para una acaudalada familia como sirvienta, pero cuando murió su marido, que era granjero, ella heredó unas tierras muy valiosas, hecho que desencadenó una ola de envidia por parte de sus vecinos siendo vilipendiada y acusada de diferentes actos de brujería. 

### Viudedad
El 3 de septiembre de 1666  murió su marido, John Harrison, dejando un testamento fechado el 6 de agosto a través del cual les legaba una importante cantidad de dinero y tierras a su esposa y sus tres hijas: a su hija mayor, Rebeckah, le cedió £60, y £40  a la segunda y a la menor. La herencia y el papel de "única albacea" quedaron en manos de su esposa, Katherine Harrison.
El 6 de septiembre de 1666, pocos días después del fallecimiento de su marido, Katherine Harrison solicitó al tribunal que le diera 210 libras a su hija mayor y 200 libras a cada una de las hijas menores debido a las "porciones desconsideradas que les había dejado su padre. Consta que los tribunales denegaron esta petición, ya que más tarde ella cedió la herencia a sus hijas y nombró a Jonathan y John Gilbert como tutores de sus hijas.
La muerte del marido de Katherine Harrison marca un hecho importante porque antes de su muerte, ella nunca fue acusada de practicar ningún tipo de brujería.John Harrison convirtió a su esposa en una de las mujeres más ricas de Wethersfield y ella decidió no volver a casarse.

## Acusaciones de brujería
En el verano de 1668, apenas dos años después de que Katherine Harrison enviudara, fue juzgada como bruja tras diferentes testimonios. Se sabe que el Sr. Griswold fue el principal acusador . Michael Griswold afirmó que Harrison había insultado a su esposa Ann llamándola "puta salvaje". Al poco tiempo Harrison presentó una demanda contra sus acusadores por difamación, pero pronto cedió, reconociéndose a sí misma como "una mujer, un vaso más débil, sujeta a la pasión" y confesó su culpa, ofreciéndose a reparar "la herida" que pudo haber causado a Griswold.Harrison acabó pagándole 40 libras por difamación. 
El 6 de octubre de 1668, Harrison se dirigió a los tribunales para que consideraran y reconocieran los ataques que habían sufrido sus propiedades. Denunció que su ganado había sido vandalizado, dándose varios casos de ataques brutales. Ella explicó que sus bueyes habían sido  golpeados tan brutalmente que tenían costillas y lomos fracturados, que sus cerdos habían sido heridos con espadas y las crías aniquiladas. Harrison también denunció  que su campo de maíz estaba invadido por caballos, afirmando que los ataques al ganado y a la propiedad ocurren al poco tiempo de la muerte de su marido, denunciando a varios vecinos, entre ellos a Jonathan y Josiah Gilbert.
No existe registro de que el tribunal respondiese alguna vez a las solicitudes de Harrison o que hubiese investigado sus quejas.

### Testimonios
John Welles era vecino de Katherine Harrison. Explicó en su testimonio del 29 de junio de 1668 que sus padres tenían ganado que a menudo tardaba en regresar a casa. Una tarde su madre lo envió, ante su tardanza, a buscar el ganado. Welles narra que "recorrió la mitad de la calle y no pudo avanzar más", alegando que "tenía las piernas atadas".
El 8 de agosto de 1668, Mary Olcott testificó con pruebas del acto de adivinación de Katherine Harrison, explicando cómo Katherine le dijo a una mujer llamada Elizabeth, que estaba casada con Simon Smith, que "debería haberse casado con William Chapman". Después de que Katherine se casara con John Harrison, supuestamente le dijo a Elizabeth que el nombre de su esposo sería Simon.
William Warren también testificó que Katherine Harrison era una adivina "común y profesa" en su testimonio del 30 de octubre de 1668. Supuestamente practicó la quiromancia entre varios de sus vecinos. 
Eliazer Kimmerly, de unos 28 años, testificó que sospechaba que Katherine Harrison causó la muerte del maestro Robbins. Kimmerly también declaró  que sospechaban que la madre de Katherine Harrison estaba hechizada. Afirmó haber oído que su difunta esposa sospechaba que la muerte de la esposa del Maestro Robbins había sucedido después de que Katherine Harrison pronunciase las palabras "en presencia de personas sospechosas". Él dice que esto causó una profunda impresión en su espíritu como sospecha de asesinato.

## La vida después de la sentencia y la muerte
Harrison fue liberada de la cárcel a finales del verano de 1669. Poco después, treinta y ocho habitantes de Wethersfield presentaron una petición. En octubre de 1669, todos los miembros del jurado declararon a Harrison culpable de brujería, pero el 20 de octubre se suspendió su ejecución. En mayo de 1670, los tribunales ordenaron a Katherine Harrison que pagara sus honorarios y huyera de la colonia de Wethersfield para siempre.
En junio de 1670, Katherine Harrison se mudó a Westchester, Nueva York, por orden de la Corte, con la esperanza de escapar del vandalismo y los ataques a su propiedad por parte de los vecinos. Para su consternación, los vecinos de Westchester se quejaron de su presencia y le ordenaron que abandonara la ciudad, pero una vez que fue llevada a la Corte en junio de 1670, Westchester le permitió vivir donde quisiera. A principios de 1672, Harrison demandó a once de sus vecinos por ataques a su propiedad. Un mes después, cedió todas sus tierras a John Gilbert, el tutor de su hija.
No se sabe mucho sobre Katherine Harrison después de que cediese su patrimonio en 1672. Algunas evidencias sugieren que murió en octubre de 1682 en Dividend, una zona a las afueras de Wethersfield.